# Coursegoules
Coursegoules là một xã ở tỉnh Alpes-Maritimes, vùng Provence-Alpes-Côte d’Azur ở đông nam nước Pháp.

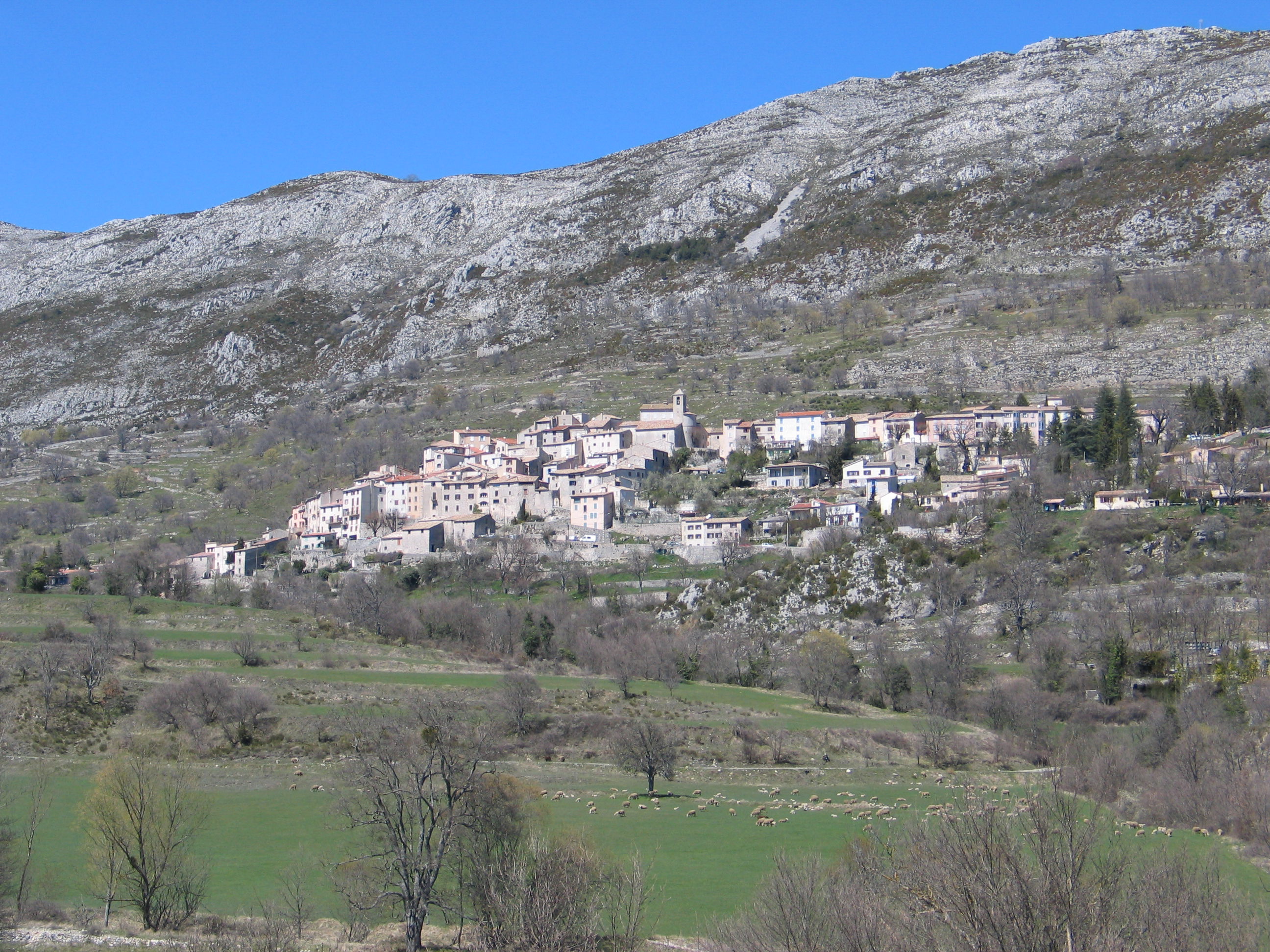
Coursegoules

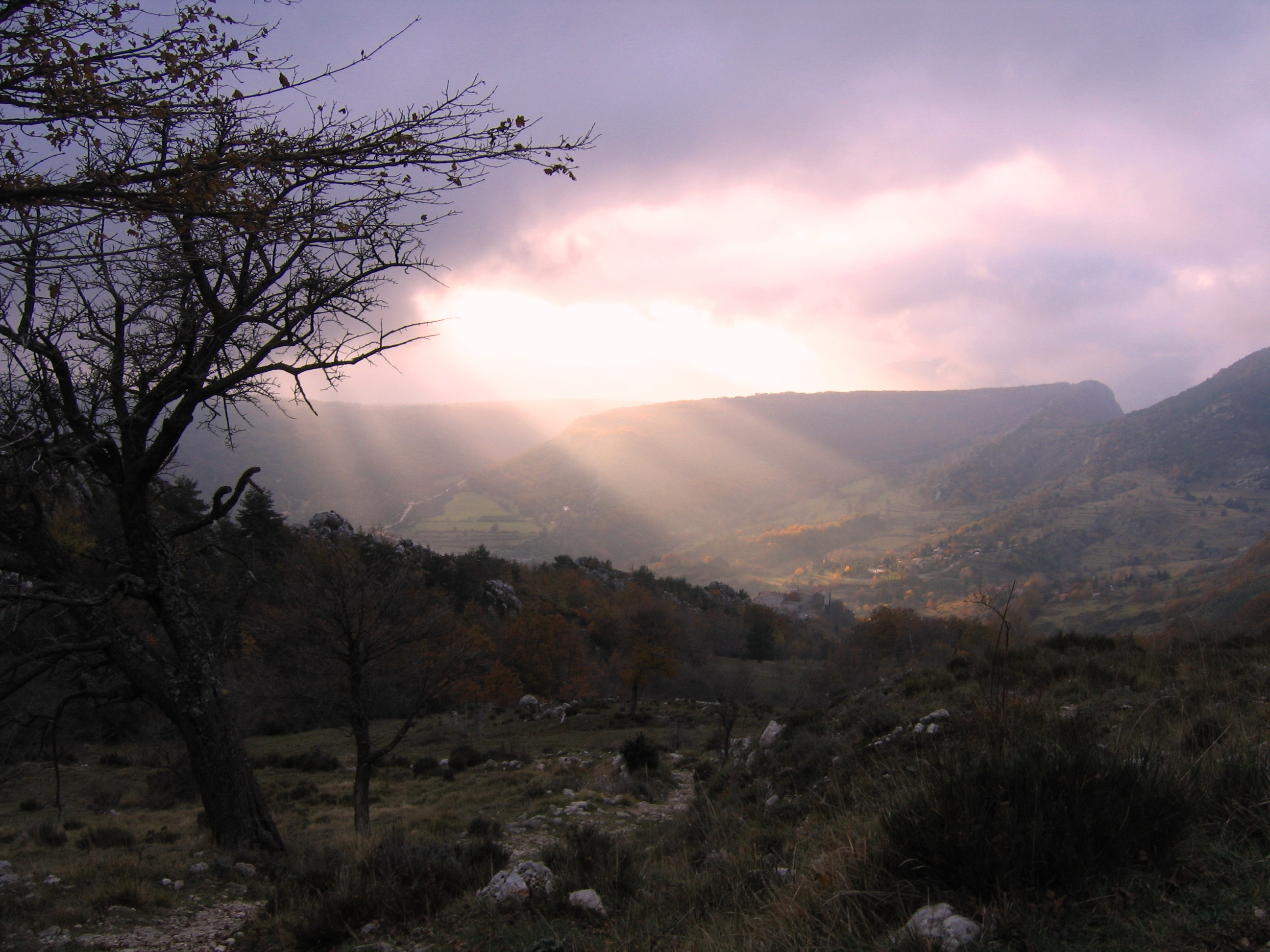
End of day above Coursegoules